# László Sillai
László Sillai (ur. 2 czerwca 1943 w Darnózseli, zm. 21 czerwca 2007 w Győrzámoly) – węgierski zapaśnik walczący w stylu klasycznym. Olimpijczyk z Meksyku 1968, gdzie zajął trzynaste miejsce w kategorii 87 kg.
Mistrz świata w 1967 i czwarty na mistrzostwach Europy w 1970 roku.
- Turniej w Meksyku 1968

Przegrał z Czesławem Kwiecińskim z Polski i Petyrem Krumowem z Bułgarii.